# Прери ду Рошер (Илиноис)
Прери ду Рошер (енгл. Prairie du Rocher) град је у америчкој савезној држави Илиноис.

## Демографија
По попису из 2010. године број становника је 604, што је 9 (-1,5%) становника мање него 2000. године.
| Група             | 2000.       | 2010.       |
| Белци             | 607 (99,0%) | 595 (98,5%) |
| Афроамериканци    | 0 (0,0%)    | 1 (0,2%)    |
| Азијати           | 0 (0,0%)    | 0 (0,0%)    |
| Хиспаноамериканци | 0 (0,0%)    | 4 (0,7%)    |
| Укупно            | 613         | 604         |